# محوطه کوره کهریز
محوطه کوره کهریز مربوط به سده‌های اولیه دوران پس از اسلام است و در شهرستان تاکستان، بخش ضیاءآباد، روستای شاکین واقع شده و این اثر در تاریخ ۱۱ شهریور ۱۳۸۲ با شمارهٔ ثبت ۹۷۹۶ به‌عنوان یکی از آثار ملی ایران به ثبت رسیده است.